# Майданакская высокогорная обсерватория
Майданакская высокогорная обсерватория — астрономическая обсерватория, основанная в 1970 году на западной части плато Майданак в 45 км южнее Шахрисабза. С 1990-х годов обсерватория принадлежит Астрономическому институту имени Мирзо Улугбека при Академии наук Узбекистана. Является одной из структурных единиц Китабского комплекса высокогорных астрономических обсерваторий. Обсерватория Майданак уникальна по своим высококачественным атмосферным условиям и географическому местоположению. Основная база обсерватории расположена вблизи города Китаб, на территории Китабской широтной станции АН Узбекистана. В 80-е годы XX века на соседней вершине горы Майданак находилось подразделение Военно-Космических сил СССР, известное как ОКИК «Майданак».

## История обсерватории
Впервые на это место с уникальным астроклиматом обратил внимание еще в 1967 году астроном В. С. Шевченко, выпускник Харьковского университета. А уже в 1970 году на этом месте была организована постоянно действующая Высокогорная Майданакская экспедиция Астрономического Института АН УзССР. В период начальных исследований было установлено, что качество изображения на Майданаке в 80 % случаев лучше 1". В период с 1970 г по 1975 год общими усилиями В. С. Шевченко, В. И. Кардополова, Н. Н. Килячкова, А. С. Ходжаева, М. Закирова, В. Е. Слуцкого, Г. Г. Борзова, И. С. Исакова, Б. Д. Кокарева, Г. И. Шанина, А. Г. Щербакова на восточной вершине горы были построены Домик Астрономов, башни для телескопов Цейсс-600, дополнительные павильоны для различных инструментов. Одновременно на Западной вершине Майданака (в 6 км западнее первых построек) усилиями сотрудников ГАИШ МГУ им. Ломоносова Артамонова Б. П., Новикова С. Б. создавалась наблюдательная база ГАИШ, которая была основана в 1974 году. В 1976 году на восточной вершине была создана Литовская станция Вильнюсской астрономической обсерватории. Но в 1980 году восточная вершина была отдана военным для создания Командно-измерительного комплекса «Майданак» в связи с чем все астрономические (гражданские) работы были перенесены на западную вершину. Новый этап в освоении Майданака и исследовании молодых звёздных комплексов начался с 1986 года, когда в АИ АН УзССР пришли молодые сотрудники, выпускники разных ВУЗов: Ибрагимов М. А., Мельников С. Ю., Чернышев А. В., Портнов Д. Л., Шаповалов С. Н., Гранкин К. Н., Якубов С. Д. Наблюдения на фотометрах более чем 100 переменных звёзд позволили сделать фундаментальные выводы о феномене вращательной модуляции звёзд типа Т Tau. В феврале 1993 года вся техника на Майданаке была национализирована узбекскими властями.

## Руководители
- с 1974 года — Сергей Борисович Новиков (1944—2010) — руководил Высокогорной Среднеазиатской экспедицией ГАИШ МГУ, затем отделом Майданакской обсерватории ГАИШ МГУ[2] (руководил как минимум до 1990 года)
- Как минимум с 1995 года — Борис Павлович Артамонов — руководитель Майданакской лаборатории ГАИШ МГУ[3][4]
- Шухрат Эгамбердиев — руководитель Майданакской обсерватории[5]

## Основные инструменты
Литовская станция:
- Цейсс-1000 (D = 1 м, F = 13,2 м; построен в 1978 году, установлен в 1981 году) — в советское время принадлежал Институту теоретической физики и астрономии АН ЛитССР — национализирован в феврале 1993 года
- Телескоп «Grubb Parsons» (D = 480 мм, F = 9540 мм) Вильнюсского университета — национализирован в феврале 1993 года (с 1974 по 2005 г. был установлен на Майданаке)[6] — перевезён в обсерваторию Самаркандского Университета[7]

Майданакская станция ГАИШ МГУ — Высокогорная среднеазиатская экспедиция ГАИШ (г. Майданак) (строительство завершено в 1988 году):
- Цейсс-600 («Москва») (D = 600 мм, F = 7200 мм) + FLI IMG1001E (рядом с АЗТ-22)
- АФР-1 — широкоугольный (5°) астрограф (D = 230 мм, F = 2300 мм) (в 1988 году перевезен из Москвы на Майданак), в 2005 году на нём установлен прибор MASS для измерения турбуленции атмосферы[8]
- АЗТ-22 (D = 1500 мм, F = 11500 мм) (ЛОМО) + ПЗС-камера (4000 х 4000 pix, 15 микрон), сдан в эксплуатацию в 1992 году[9]
- Меридианный круг Репсольда (D = 148 мм, F = 2030 мм) (в 1981 году перевезён из Москвы с Краснопресненской обсерватории ГАИШ МГУ на Майданак)

Главная астрономическая обсерватория Национальной Академии Наук Украины:
- Цейсс-600 («Киев») (D = 600 мм, F = 7200 мм) — установлен в 1975 году[11]

Харьковская станция:
- 50-см телескоп («Харьковский») (D = 450 мм, F = 8000 мм)

Филиал астрономической обсерватории Санкт-Петербургского университета:
- две недостроенные башни обсерваторий для телескопов АЗТ-20 — строительство законсервировано

Другие инструменты:
- Цейсс-600 («Ташкент») (D = 600 мм, F = 7200 мм) — установлен под литовский купол, где до 2005 года стоял телескоп «Grubb Parsons», а Ц-600 передан от военных в 2006 году
- АСТРОТЕЛ-Майданак: телескоп «Астросиб RC-500» (D = 508 мм, F = 4064 мм), ПЗС-камера «Apogee Alta U-16M» (4096 х 4096 pix, пиксель = 9 микрон), монтировка «Mathis Instruments MI-750», поле зрения 31 угловая минута[13]
- Проект EAST («Earthshine and Asteroseismology Telescope») — установка по наблюдениям пепельного света Луны (малый инструмент). Роботизированный телескоп системы Максутова «Questar» (D = 90 мм, F = 2250 мм) + ПЗС-камера (1024 х 1024 пикселей), поле зрения 0,62° (2007 год)[14]
- Проект DIMM («Differential Image Motion Monitor», ESO) — астроклиматический мониторинг FWHM горы Майданак. Телескоп Celestron-11 (D = 280 мм, F = 2800 мм), оптическая система Шмидт — Кассегрен. Работает с 1996 года.

## Участники создания обсерватории
- Астрономический Институт АН УзССР
- Майданакская лаборатория Государственного астрономического института им. П. К. Штернберга (с 1974 года)
- НИИ астрономии Харьковского национального университета
- Литовская астрономическая станция на г. Майданак в Узбекистане[15]
- Главная астрономическая обсерватория Национальной Академии Наук Украины
- Астрономическая обсерватория Санкт-Петербургского университета

## Направления исследований
- Наблюдения ИСЗ
- Гравитационное линзирование
- Наблюдения послесвечения гамма-всплесков
- Фотометрия переменных звезд
- В рамках сети EAST планируется проведение наблюдений пепельного света Луны с целью определения флуктуаций альбедо Земли, что дает возможность исследовать некоторые вопросы глобального потепления
- В рамках проекта EAST планируется проведение астросейсмических исследований переменных звезд
- Квазары

## Основные достижения
- Наблюдения на фотометрах более чем 100 переменных звезд позволили сделать фундаментальные выводы о феномене вращательной модуляции звёзд типа T Тельца.
- Сотрудничает со следующими организациями:

- Университет Цинхуа, г. Синчу, Тайвань
- ГАИШ МГУ
- Харьковский астрономический институт
- Питтсбургский университет, США
- ESO
- Институт теоретической физики и астрономии Академии наук Литвы и Вильнюсский университет

- Летом 1991 года на Майданакской обсерватории Тимур Крячко случайно визуально переоткрыл комету 103P/Хартли[16][17]
- Наблюдения спутников Марса с 23 июля по 4 ноября (19 ночей) на Ц-1000 с целью уточнения орбитальных элементов в преддверии сближения КА «Фобос-2». Отклонение от рассчитанного положения Фобоса составило всего 2 км, или в пересчете на среднее противостояние 0.005 угл. сек[18]
- 31 июля 1980 года Казимир Чернис и Йоварас Петраускас открыли новую комету Чермиса — Петраускаса 1980k (современное обозначение C/1980 O1 (Cernis-Petrauskas))[19][20]
- Открытие Казимиром Чернисом 18/19 июля 1983 года кометы C/1983 O1 (Cernis) при помощи 48-см телескопа[21]
- 26 августа 1994 года Казимир Чернис на 48-см телескопе независимо открывает комету C/1994 P1 (Machholz), но в отсутствии постоянной связи не успевает сообщить[21]
- Проницание на АЗТ-22: в полосе «B» за 21 минуту экспозиции (медианная экспозиция) достигается 23 звездная величина на уровне 5-сигма детектирования в апертуре размером 3 угловые секунды.[22]
- С 16 по 22 июля 1994 г — наблюдения падения кометы Шумейкеров — Леви 9 на Юпитер
- Участие в программе СоПроГ
- Первый астероид на территории Узбекистана был открыт осенью 2007 года[23][24]
- В первой же серии открытий астероидов были обнаружено 79 ранее не известных астероидов за 5 часов 30 минут наблюдений[25]
- Первое астровидео на территории СНГ было снято в Майданаке[26][27]
- Возможность наблюдать с разрешением 0.3" и объекты до 23 звездной величины[28]